# Aijā
Chansons représentant la Lettonie au Concours Eurovision de la chanson
Eat Your Salad
(2022) Hollow
(2024)
Singles de Sudden Lights
Jasmīns
(7 septembre 2022)
Clip vidéo
[vidéo] « Aijā », sur YouTube
Aijā (« Berceuse ») est une chanson du groupe letton Sudden Lights, sortie dans sa version actuelle le 27 janvier 2023. Cette chanson représente la Lettonie lors du Concours Eurovision de la chanson 2023 qui prend place à Liverpool, au Royaume-Uni.

## Genèse
Dans les différentes interviews réalisées, les membres du groupe Sudden Lights ont déclaré avoir écrit la chanson dans le but d'être une berceuse et d'aider les gens à s'endormir et se détourner des problèmes du monde .

## Concours Eurovision de la chanson 2023

### Sélection
Sudden Lights est sélectionné à la suite de sa participation à l'émission Supernova, lors de laquelle le représentant letton est choisi depuis 2015.
La finale est diffusée le samedi 11 février 2023 en direct des studios de LTV. La chanson termine première au vote du jury et au télévote, se qualifiant ainsi pour représenter la Lettonie  à Liverpool au Royaume-Uni .

### À Liverpool
La chanson est majoritairement interprétée en anglais, le choix de la langue étant libre depuis 1999. Cependant, le dernier couplet est interprété en letton.
Sudden Lights termine 11e de la première demi-finale avec un total de 34 points ne lui permettant pas de se qualifier pour la finale. Le groupe se classe finalement à la 28e place sur les 37 participants.